# Liste der Beiträge für den besten fremdsprachigen Film für die Oscarverleihung 1959
Dies ist eine „Liste der Beiträge für die für den besten fremdsprachigen Film“ bei der 31. Oscar-Verleihung 1959. Diese Kategorie wurde 1956 von der Academy of Motion Picture Arts and Sciences ins Leben gerufen, um nicht-englischsprachige Filme zu würdigen, die außerhalb der Vereinigten Staaten produziert wurden.
Der Preis wird jährlich vergeben und durch den jeweiligen Regisseur entgegengenommen, obwohl es sich um eine Auszeichnung für das einreichende Land handelt. Die Länder werden von der Akademie aufgefordert ihren besten Film einzureichen, wobei nur ein Film für jedes Land als Vorschlag akzeptiert wird. 
Jugoslawien und die Vereinigte Arabische Republik reichten zum ersten Mal Filme für den Wettbewerb ein.
Die Nominierungen konnten die Bundesrepublik Deutschland, Frankreich, Italien, Jugoslawien und Spanien erringen. Frankreich gewann zum ersten Mal den Oscar in der Kategorie für Mein Onkel, eine Satire, die die sterile und automatisierte moderne Welt karikiert, mit wenig Dialogen.

## Beiträge
| Land                          | Deutscher Verleihtitel     | Sprache(n)         | Originaltitel                                    | Regisseur(e)        | Ergebnis        |
| ----------------------------- | -------------------------- | ------------------ | ------------------------------------------------ | ------------------- | --------------- |
| Dänemark                      | Goldene Berge              | Dänisch            | Guld og grønne skove                             | Gabriel Axel        | Nicht nominiert |
| Frankreich                    | Mein Onkel                 | Französisch        | Mon oncle                                        | Jacques Tati        | Gewonnen        |
| BR Deutschland                | Helden                     | Deutsch            | Helden                                           | Franz-Peter Wirth   | Nominiert       |
| Indien                        | Madhumati                  | Hindi              | मधुमती                                             | Bimal Roy           | Nicht nominiert |
| Italien                       | Diebe haben’s schwer       | Italienisch        | I soliti ignoti                                  | Mario Monicelli     | Nominiert       |
| Japan                         | Die Ballade von Narayama   | Japanisch          | 楢山節考, narayama bushiko                       | Keisuke Kinoshita   | Nicht nominiert |
| Jugoslawien                   | Straße der Leidenschaft    | Italienisch        | La strada lunga un anno / Cesta duga godinu dana | Giuseppe De Santis  | Nominiert       |
| Schweden                      | Das Gesicht                | Schwedisch         | Ansiktet                                         | Ingmar Bergman      | Nicht nominiert |
| Spanien                       | Die Rache                  | Spanisch           | La venganza                                      | Juan Antonio Bardem | Nominiert       |
| Vereinigte Arabische Republik | Tatort… Hauptbahnhof Kairo | Ägyptisch-Arabisch | باب الحديد                                       | Youssef Chahine     | Nicht nominiert |